# NGC 3989
NGC 3989 ist eine Spiralgalaxie vom Hubble-Typ Sbc im Sternbild Löwe auf der Ekliptik. Sie ist schätzungsweise 209 Millionen Lichtjahre von der Milchstraße entfernt und hat einen Durchmesser von etwa 40.000 Lichtjahren. Gemeinsam mit  fünf weiteren Galaxien bildet sie die NGC 3997-Gruppe (LGG 260).

Im selben Himmelsareal befinden sich die Galaxien NGC 3987, NGC 3993, NGC 3997, NGC 4000.
Das Objekt wurde am 27. April 1854 vom irischen Astronomen R. J. Mitchell, einem Assistenten von William Parsons, entdeckt.